# Prądnik (czasopismo)
Prądnik. Prace i Materiały Muzeum im. Prof. Władysława Szafera – czasopismo naukowe (periodyk) wydawane od 1990 roku przez Ojcowski Park Narodowy. Dotychczas ukazało się 20 tomów w latach 1990–2010.  
W Prądniku publikowane są wyniki badań naukowych, materiały z sympozjów i konferencji naukowych i inne dotyczące szeroko pojętej ochrony przyrody, krajobrazu i obiektów kulturowych głównie Ojcowskiego Parku Narodowego i Wyżyny Krakowsko-Częstochowskiej, ale też publikowane są sporadycznie prace z innych regionów Polski.